# Bethelkerk ('s-Hertogenbosch)

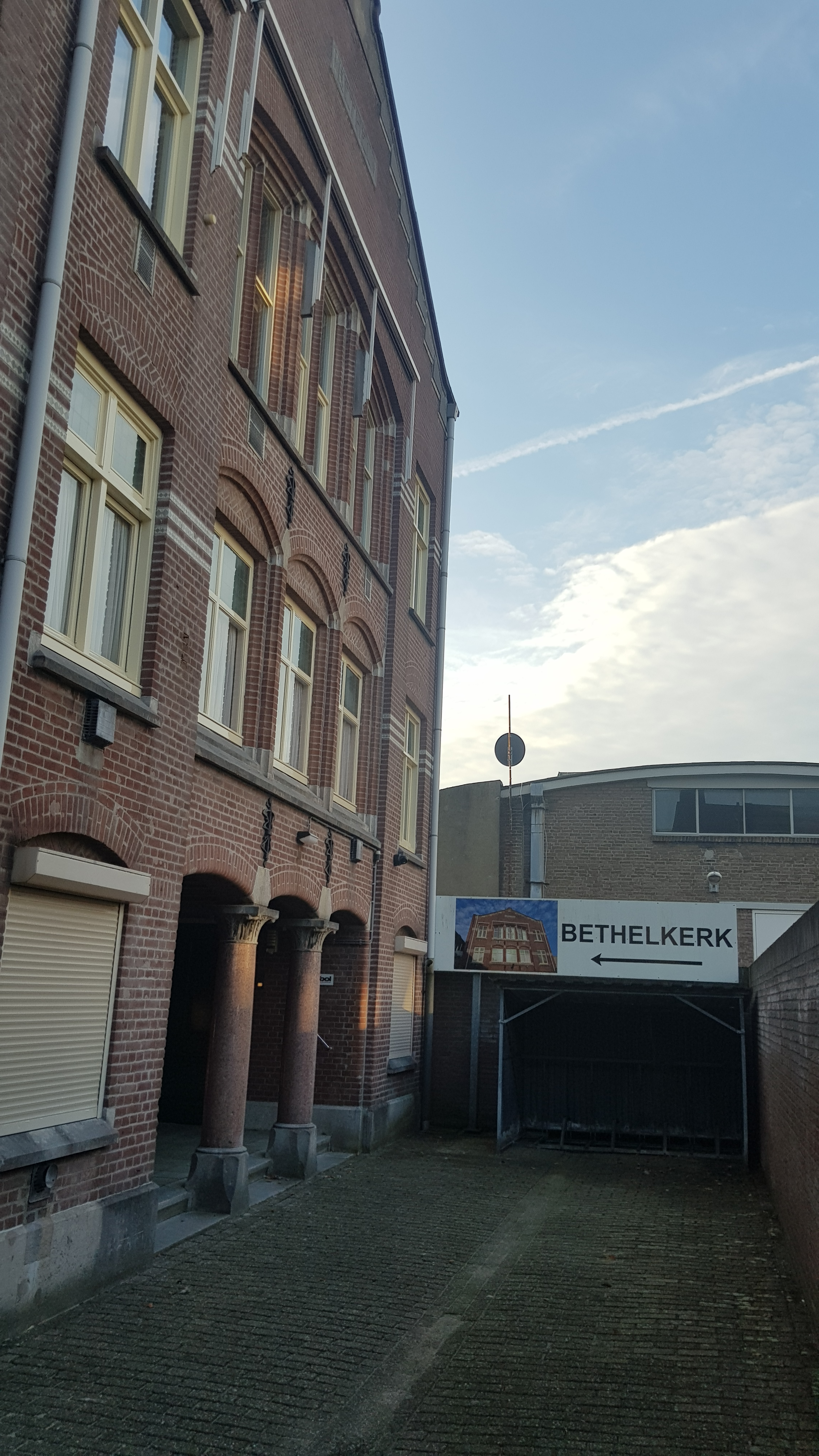

De Bethelkerk is een protestants kerkgebouw in de Noord-Brabantse stad 's-Hertogenbosch, gelegen aan het Emmaplein 17.

## Geschiedenis
In 1908 werd dit gebouw gesticht als een Nederlands Hervormd evangelisatielokaal. Het werd ontworpen door H.J. Haspels. De Hervormde Vereniging tot Evangelisatie maakte gebruik van dit gebouw. Deze vereniging kantte zich tegen vrijzinnigheid en had een meer rechtzinnig karakter.
Na de Tweede Wereldoorlog leidde de Vereniging een sluimerend bestaan. Vanaf 1955 werden er in het Bethelgebouw weer weekbijeenkomsten belegd en in de daaropvolgende jaren kregen deze het karakter van een kerkdienst. Ook werd -als formele  gesprekspartner naar de Hervormde gemeente, een afdeling van de Gereformeerde Bond opgericht. Deze kreeg in 1967 formele rechten als wijkgemeente zonder geografische begrenzing.
Na de kerkenfusie in 2004, waarbij de PKN werd gevormd, bleef ook de Bethelgemeente daarvan deel uitmaken als Bethel gemeente op hervormd-gereformeerde grondslag binnen de Protestantse Kerk in Nederland.
Het gebouw werd in 2005 ingeschreven als Gemeentelijk Monument.

## Gebouw
Het betreft een bakstenen bouwwerk met interessante voorgevel en niet voorzien van een toren.